# Pectinichelus kabakovi
Pectinichelus kabakovi är en skalbaggsart som beskrevs av Nikolajev 1976. Pectinichelus kabakovi ingår i släktet Pectinichelus och familjen Melolonthidae. Inga underarter finns listade i Catalogue of Life.